# Wappen Nordrhein-Westfalens
Das Wappen Nordrhein-Westfalens ist das Landes- und Staatswappen und gemeinsam mit der Flagge eines der Hoheitszeichen des Landes Nordrhein-Westfalen. Im Jahre 1947 vom Heraldiker Wolfgang Pagenstecher entworfen, symbolisiert es als Kompositwappen die drei Landesteile, aus denen Nordrhein-Westfalen nach dem Zweiten Weltkrieg gebildet wurde: das (nördliche) Rheinland, Westfalen und Lippe.

## Wappenbeschreibung
Die gesetzliche Blasonierung lautet:
„Das Landeswappen zeigt in gespaltenem Schild vorne in grünem Feld einen linksschrägen silbernen Wellenbalken, hinten im roten Feld ein springendes silbernes Ross und unten in einer eingebogenen silbernen Spitze eine rote Rose mit goldenen Butzen und goldenen Kelchblättern.“
Alternativ kann das Wappen beschrieben werden mit:
„Gespalten von Grün und Rot, vorne ein linksschräger silberner Wellenbalken, hinten ein aufgerichtetes silbernes Ross, im Schildfuß eine eingeschweifte silberne Spitze, darin eine rote Rose mit goldenen Butzen und goldenen Kelchblättern.“

## Bedeutung und Geschichte
Der Wellenbalken auf der heraldisch rechten Seite symbolisiert im Sinne eines Redenden Wappens den Rhein, der Verlauf wurde aus ästhetischen Gründen gegen den kartografischen Verlauf gedreht. Der Rhein steht für den Landesteil Rheinland. Die aus der Rheinprovinz 1945 hervorgegangene Provinz Nordrhein verwendete als ihr Hoheitszeichen einen grünen Schild mit silbernem Wellenbalken und verzichtete auf den preußischen Adler, der im März 1926 nach einem Entwurf des Heraldikers Wolfgang Pagenstecher vom Provinziallandtag der Rheinprovinz als Schildhaupt in das Provinzialwappen gesetzt worden war. Vor 1926 wurde die Rheinprovinz durch den preußischen Adler mit einem grünen Herzschild dargestellt, auf dem durch einen von rechts nach links verlaufenden silbernen Wellenbalken der Rhein symbolisiert wurde. Dieses Wappen geht auf das 1817 von Friedrich Wilhelm III. der Provinz Großherzogtum Niederrhein verliehene Wappen zurück, das 1822 auf die Rheinprovinz übertragen worden war.
Das Wappentier auf der heraldisch linken Seite ist das Sachsenross bzw. das Westfalenross (mit aufgeworfenem Schweif). Im Landeswappen steht es für den Landesteil Westfalen. Durch Erzählungen und Zeugnisse der Volkskunst erinnert es an Herzog Widukind, das Stammesherzogtum Sachsen und den Völkerverband der Sachsen, der seit dem 4. Jahrhundert Westfalen bewohnte. In der Mitte des 15. Jahrhunderts erschien es ungefähr zeitgleich auf spätmittelalterlichen Kurkölner Münzen als Zeichen des Herzogtums Westfalen und als Helmzier im Wappen der welfischen Herzöge von Braunschweig-Lüneburg, die zu Beginn der Neuzeit als Nachfahren Herzog Widukinds angesehen wurden und durch die Verwendung dieses Zeichens ihren Herrschaftsanspruch auf altsächsisches Gebiet betonten (Anspruchswappen). In der ersten Hälfte des 19. Jahrhunderts tauchte es in den Staatswappen des Königreichs Westphalen und des Königreichs Hannover auf. 1881 wurde es als Wappen der Provinz Westfalen verliehen. In der Wappentradition des Königreichs Hannover übernahmen die Provinz Hannover, der Freistaat Braunschweig und das Land Niedersachsen dieses Symbol ebenfalls.
Das untere silberne Feld mit der eingebogenen Spitze stellt die Lippische Rose dar, das dynastische Symbol des Hauses Lippe, das bereits in einem Siegel Hermanns II. von Lippe aus dem Jahre 1218 nachgewiesen ist. Im Landeswappen steht die Rose für das Land Lippe, das nach dem Zweiten Weltkrieg seine Selbstständigkeit als Freistaat aufgeben musste und am 21. Januar 1947 in das Land Nordrhein-Westfalen eingegliedert wurde. Im Staatswappen von Lippe wie auch in den meisten kommunalen Wappen von Lippe zeigt eines der fünf goldenen Kelchblätter gerade nach unten. Gegenüber diesen Darstellungen wurde die lippische Rose im nordrhein-westfälischen Landeswappen um 36 Grad gedreht, so dass eines der goldenen Kelchblätter gerade nach oben zeigt.

Bereits im 1817 gestifteten Wappen der preußischen Provinz Großherzogtum Niederrhein, spätestens ab 1835 zur Darstellung der Rheinprovinz im Gebrauch, wurde der Rhein stilisiert, allerdings in geographisch richtiger Fließrichtung.
Das Wappen der Provinz Westfalen zeigt das springende Sachsenross mit aufgeworfenem Schweif.
Die „korrekt“ orientierte Lippische Rose im Staatswappen Lippes

Das Landeswappen wurde 1947 von dem Düsseldorfer Maler und Wappenkünstler Wolfgang Pagenstecher entworfen. Am 5. Februar 1948 wurde es in überarbeiteter Form per Regierungserlass eingeführt und am 10. März 1953 durch § 2 des Gesetzes über die Landesfarben, das Landeswappen und die Landesflagge gesetzlich verankert. In diesem Gesetz wurde auch geregelt, dass  die Dienstflagge der Landesbehörden, etwas nach der Stange hin verschoben, das Landeswappen trägt.
Bevor die Landesregierung unter Rudolf Amelunxen und Karl Arnold Schritte zur Einführung eines Landeswappens unternommen hatte, war die Düsseldorfer Firma Ferdinand Ditzen KG am 3. Januar 1947 tätig geworden und hatte das Land gedrängt, ein Landeswappen und eine Landesfahne einzuführen. Als Farben schlug die Firma Ditzen schon damals Grün für das Rheinland, Weiß für Lippe und Rot für Westfalen vor. Darüber hinaus schlug sie ein Kreuz als Symbol vor, wie „in germanischen Ländern vielfach üblich“. Doch damit hatte sie keinen Erfolg. Allerdings schrieb die Landesregierung danach einen Wettbewerb zur Gestaltung des Landeswappens aus, bei dem 1075 Vorschläge eingingen, darunter viel Skurriles. Einer der Vorschläge sah vor, Lippe im Landeswappen auszulassen, „nicht wegen der Kleinheit des Landes, sondern wegen der Tatsache, daß in Lippe der Nazismus zuerst zur Macht gelangte“. Da die Landesregierung mit den vorgeschlagenen Entwürfen nicht zufrieden war, beauftragte sie kurzerhand den arrivierten Wappenkünstler Pagenstecher, dessen Entwurf schließlich auf grundsätzliche Zustimmung stieß, jedoch noch weiter geprüft werden sollte. Pagenstechers Entwurf sah im Sinne eines Vollwappens („Großes Staatswappen“) ursprünglich noch zwei Schildhalter vor, einen Bergmann als Symbol des Bergbaus und einen Bauern als Symbol der Landwirtschaft.
Am 17. November 1947 sprach sich das Kabinett Arnold I auf der Grundlage des vorliegenden Entwurfs von Pagenstecher für den Zusammentritt einer „Wappenkommission“ aus, die bald darauf am 4. Dezember tagte. Ihr gehörten folgende Sachverständige an:
- Rudolf Brandts (1913–2003), Landesarchivverwaltung
- Anton Eitel (1882–1966), Westfälische Wilhelms-Universität
- Erich Kittel (1902–1974), Staatsarchiv Detmold
- Franz Leyendecker, Kunstmaler in Düsseldorf[13]
- Wilhelm Rave (1886–1958), Provinzialkonservator Westfalen
- Franz Wolff-Metternich (1893–1978), Provinzialkonservator Rheinland
- Karl Zuhorn (1887–1967), Oberstadtdirektor Münster
- Paul Egon Hübinger (1911–1987), Rheinische Friedrich-Wilhelms-Universität

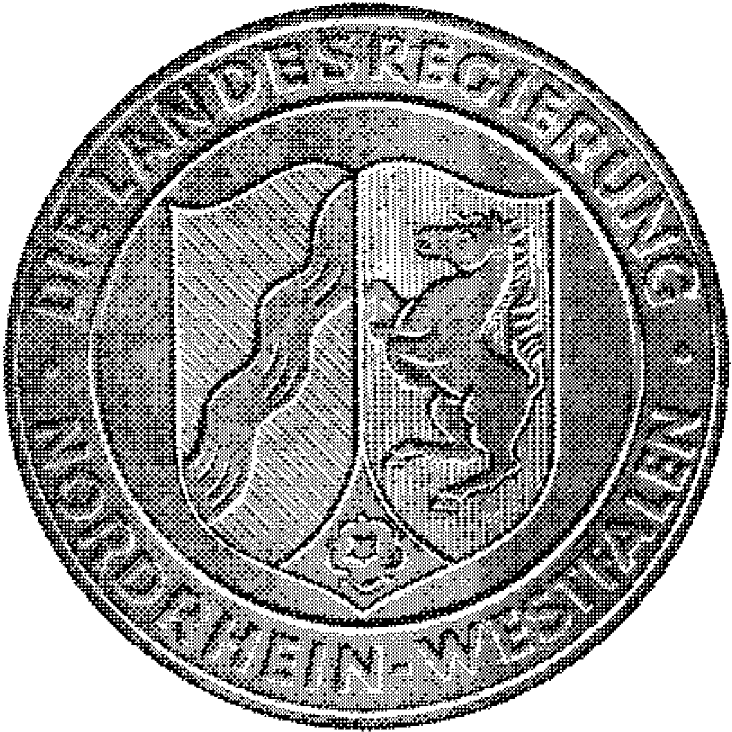
Großes Landessiegel Nordrhein-Westfalens (Muster für Stempel bzw. Prägestempel der Landesregierung)

Nordrhein-westfälische Landesdienstflagge

Die Landesregierung befasste die Kommission insbesondere mit der Frage, „ob die bisherige Verbindung der drei Landesteile noch glücklicher durchgeführt werden“ könnte. Daraufhin sprach sich die Kommission einstimmig für einige Änderungen des Entwurfs von Pagenstecher aus: Der rheinische Wellenbalken wurde schräglinks in das grüne Feld gelegt. Das Westfalenross wurde steiler aufgerichtet. Die eingebogene Spitze wurde verkleinert, so dass die Lippische Rose gerade so hineinpasste. Die Oberlinie des Schildes wurde so geschweift, dass dem westfälischen Ross mehr Platz und Wirkung in seinem Feld zukam. Eine Darstellung der von Pagenstecher entworfenen Schildhalter hielt die Kommission nicht für erforderlich. Am 23. Dezember 1947 beschloss das Kabinett Arnold I den so überarbeiteten Entwurf zur Annahme als Landeswappen und als Zeichen für das Landessiegel.
Da Ende der 1950er Jahre Ministerpräsident Franz Meyers das kleine, dreigeteilte Wappen als Symbol einer Spaltung des Landes Nordrhein-Westfalen ansah, veranlasste er – nach dem Vorbild Bayerns – den Entwurf eines Großen Staatswappens, das sich aus einer größeren Auswahl früherer Territorien zusammensetzen und so auf Vielfalt und Geschichte des Landes verweisen sollte. Durch ein „Zeichen von geschichtlichem Symbolgehalt“ sollte „zur Vertiefung des Landesbewußtseins“ beigetragen werden. Es entstanden drei Entwürfe, von denen die Landesregierung den ersten favorisierte. Dieser Entwurf, bei dem der Wappenschild von zwei Löwen gehalten wurde, stellte Kurköln, die Hochstifte Münster, Paderborn und Minden, die Herzogtümer Berg, Jülich, Kleve und Geldern sowie die Grafschaften Mark und Ravensberg dar. Die Mitte des Wappenschildes präsentierte einen  Herzschild aus drei Wappen, denen der Rheinprovinz (Provinz Nordrhein), der Provinz Westfalen und des Landes Lippe. In einer Reifenkrone über dem Wappenschild zeigte der Entwurf die Wappen der ehemaligen Reichsstädte Aachen, Köln und Dortmund. Der Versuch der gesetzlichen Einführung des Großen Staatswappens scheiterte 1960 im parlamentarischen Verfahren, obwohl Ministerpräsident Meyers sich ansonsten auf eine Landtagsmehrheit stützen konnte, und wurde nicht wieder aufgegriffen. Maßgebliche Gründe hierfür waren die damalige Kohlekrise, angesichts derer einigen Kritikern eine Diskussion über Landessymbole obsolet erschien, und der Umstand, dass andere Kritiker die Auswahl der Symbole einiger historischer Gebiete als zufällig und ihre historische Landschaft als nicht berücksichtigt ansahen. Ein Großes Staatswappen nahm Nordrhein-Westfalen daher nicht an. Somit blieb die nordrhein-westfälische Staatsheraldik vergleichsweise schlicht.

## Wappenzeichen: „NRW-Wappenzeichen“ (1984) und „Nordrhein-Westfalen-Zeichen“ (2009)
Wegen häufiger Anfragen ließ das Land in den 1980er Jahren ein Wappenzeichen entwerfen, das von Jedermann frei verwendet werden kann. Es widerspricht heraldischen Regeln und entspricht insbesondere nicht dem gesetzlich vorgeschriebenen Hoheitszeichen, dessen Führung genehmigungspflichtig und grundsätzlich nur den Behörden des Landes gestattet ist. Das Wappenzeichen führte Innenminister Herbert Schnoor durch Runderlass vom 17. Februar 1984 ein. Der Heraldiker Rolf Nagel bezeichnete es wegen der Verletzung heraldischer Regeln als ein „falsches Wappen“.
Am 1. Oktober 2009 führte Innenminister Ingo Wolf unter dem Titel „Nordrhein-Westfalen-Zeichen“ ein neues Signet ein, das typologisch wie ein werbegrafisches Logo gestaltet ist und sich besonders in der quadratischen Form noch deutlicher als das vorangehende Wappenzeichen von dem amtlichen Hoheitszeichen unterscheidet. Durch Runderlass erteilte er die allgemeine Genehmigung zur Verwendung des neuen Zeichens für Jedermann, schränkte sie jedoch gleichzeitig ein. So darf das Zeichen nicht missbräuchlich verwendet werden, etwa im Zusammenhang mit Inhalten, die gegen die freiheitlich-demokratische Grundordnung oder den Gedanken der Völkerverständigung gerichtet sind, die dem Ansehen oder den Interessen des Landes schaden oder die öffentliche Sicherheit und Ordnung gefährden könnten. Außerdem darf es nicht verwendet werden, wenn in dem jeweiligen Zusammenhang der Anschein entstehen kann, dass die Verwendung in amtlicher Funktion erfolgt.

## Vereinfachtes Wappen: „NRW-Design“ (1991) und „Nordrhein-Westfalen-Design“ (2007)
Am 17. Februar 1984 ließ Innenminister Herbert Schnoor parallel zur Einführung des Wappenzeichens auch die Verordnung über die Führung des Landeswappens ändern, indem er „Stellen insbesondere der Öffentlichkeitsarbeit“ gestattete, das Landeswappen in abgeänderter Form zu führen. Am 10. September 1991 beschloss das Kabinett Rau IV das „NRW-Design“ mit einem „modernisierten“ Wappen. Darin sind  die vormals geschweiften Konturen des Schildes vereinfacht sowie die Darstellung des Wellenbalkens, des Westfalenrosses und der Lippischen Rose verändert worden. Auch diesen Entwurf missbilligte der Heraldiker Rolf Nagel als Verfälschung.
Die Gesamtkosten der Einführung eines „vereinfachten“ Wappens für die Öffentlichkeitsarbeit betrugen laut Landesregierung fast 110.000 € (53.000 € zuzüglich Musterentwürfe und Umstellungskosten).
Eine nochmals abgewandelte Form des Landeswappens, die offiziell „Nordrhein-Westfalen-Design“ genannt wird, legte das Kabinett Rüttgers am 27. März 2007 fest. In diesem Beschluss schrieb die Landesregierung den nachgeordneten Landesbehörden, den Landesbetrieben sowie den Initiativen und Gesellschaften des Landes das neue Landeswappen zur „Öffentlichkeitsarbeit“ als Corporate Design vor. Dessen Darstellung weicht durch sein werbegrafisches Design von der herkömmlichen amtlichen Form ebenfalls stark ab. Hauptmerkmale dieses vereinfachten Wappens sind die völlige Aufgabe der inneren schwarzen Konturen und – durch erneuten Verzicht auf die geschweifte Form – eine Simplifizierung des Wappenschildes auf einen schwarz-weiß gerahmten  Halbrundschild. Besonders das Westfalenross wurde in Form und Haltung stark verändert, so dass es dem Pferd auf dem Ferrari-Markenzeichen ähnelt. Die Lippische Rose wurde um 36 Grad gedreht, so dass sie in der Ausrichtung von der amtlichen Form des nordrhein-westfälischen Landeswappens abweicht, sich dem historischen Vorbild im Wappen des Landes Lippe insoweit aber angleicht. Gleichzeitig wurde sie grafisch weiter vereinfacht und dadurch der Gestalt einer Prilblume angenähert. Von der herkömmlichen amtlichen Form unterscheidet sie sich darin, dass die in der Blasonierung des offiziellen Wappens vorgeschriebenen Kelchblätter und Butzen abstrakt und statt in gesetzlich normiertem Gold in Grün dargestellt sind. Die Begradigung, die der Rhein durch Verringerung der Flussschleifen zuletzt im „NRW-Design“ von 1991 erfahren hatte, wurde durch Verzicht auf eine weitere Flussschleife fortgesetzt. Das „Nordrhein-Westfalen-Design“ trat am 1. Mai 2007 in Kraft. Auf der Grundlage des Kabinettsbeschlusses wurden „Leitlinien zur Anwendung des Nordrhein-Westfalen-Designs“ erlassen, die neben dem neuen Wappen auch Vorgaben zur Verwendung eines weißen Hintergrundes und des Schrifttyps Benton Sans enthalten. Als „Öffentlichkeitsarbeit“ gilt nach den „Leitlinien“ der nicht-hoheitliche Schriftverkehr. Mangels Differenzierung zwischen diesen Schreiben und solchen mit Hoheitsakten führen die Landesbehörden das amtliche Landeswappen als Hoheitszeichen in ihrem Schriftverkehr kaum noch.
Da die seit 1953 gesetzlich festgelegte Blasonierung des Landeswappens jedoch nicht entsprechend geändert wurde, ersetzt diese vereinfachte Darstellungsform nicht das gesetzliche Landeswappen. Das altbekannte Wappen bleibt also weiterhin das Landeswappen Nordrhein-Westfalens.

## Siehe auch

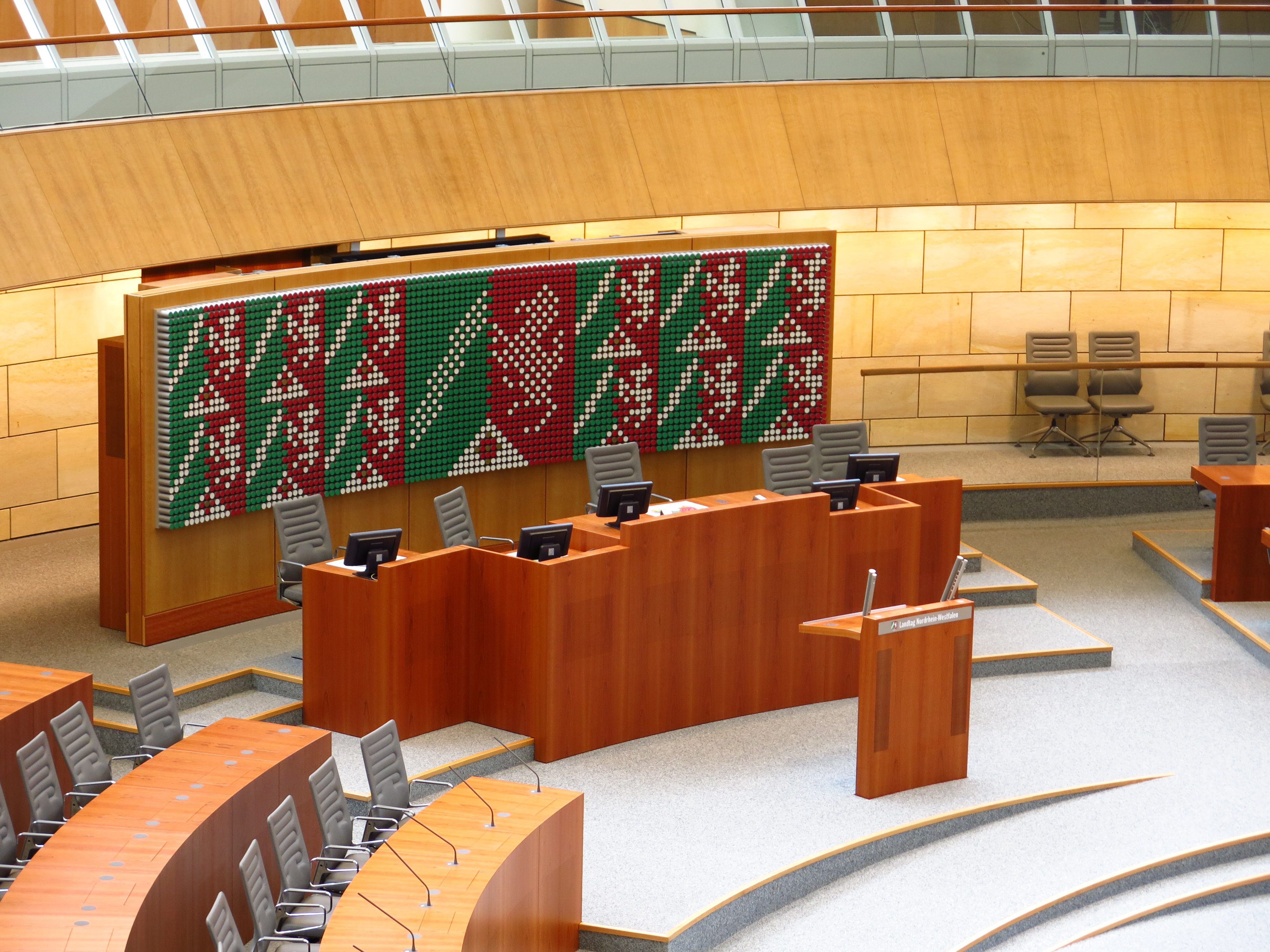
Landeswappen Nordrhein-Westfalen (1988), Plastik von Ferdinand Kriwet im Plenarsaal des Landtagsgebäudes Nordrhein-Westfalen